# Max Köcke-Wichmann

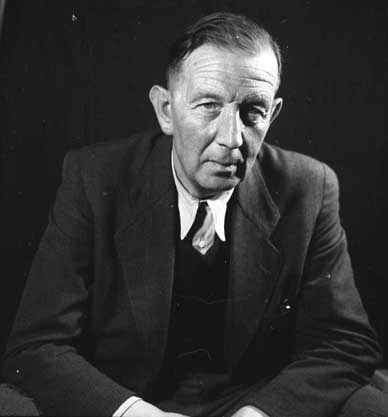
Max Köcke-Wichmann im August 1954 (Foto: Eva Böcker, geb. König)

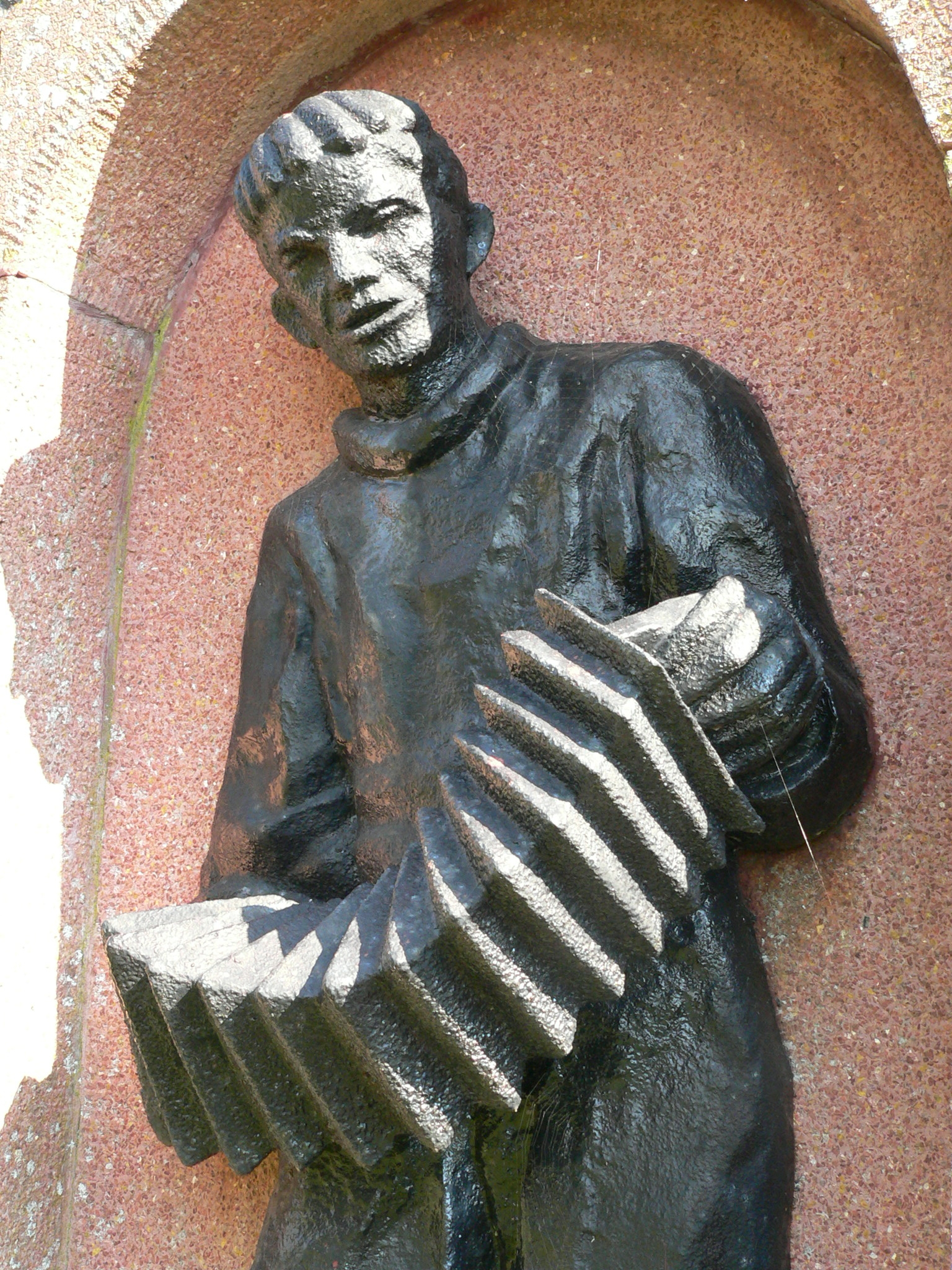
Skulptur von Emy Köcke-Potthoff am Grab von Max Köcke-Wichmann in Kraatz/Gransee

Max Köcke-Wichmann (* 19. April 1889 in Charlottenburg; † 18. Februar 1962 in Kraatz bei Gransee) war ein deutscher Kunstmaler und Lithograf. 

## Leben
Köcke-Wichmann war Liebermann-Schüler und gehörte zur Schule des deutschen Impressionismus. Sein älterer Bruder Hugo Köcke (1874–1956) war ebenfalls Kunstmaler und Lithograf und ist auf Sylt als Sylter Maler bekannt.
Köcke-Wichmann besuchte von 1907 bis 1911 die Hochschule für Bildende Künste in Berlin-Charlottenburg (Unterrichtsanstalt der Berliner Akademie der Künste) und wurde bald Mitglied des Vereins Berliner Künstler. Seine Hauptsujets waren Landschaften und Porträts.
Die Phase größter öffentlicher Aufmerksamkeit und künstlerischer Produktivität hatte Köcke-Wichmann während der Weimarer Republik mit der erfolgreichen Teilnahme an der Großen Berliner Kunstausstellung 1924 und 1926. Im Dritten Reich kam seine künstlerische Aktivität fast zum Erliegen. Nach 1945 lebte Köcke-Wichmann zurückgezogen im brandenburgischen Kraatz bei Gransee, wo er nur noch im regionalen Künstlerkreis (Eberhard Werner u. a.) wirkte. Ein Ausschnitt seines Werkes ist heute in Gransee im Stadtmuseum zu sehen.
Verheiratet war Köcke-Wichmann mit der Bildhauerin Emy Köcke-Potthoff (* 4. August 1902; † 18. Juli 1953). Im Zweiten Weltkrieg wurden Wohnung und Atelier des Ehepaars in Charlottenburg ausgebombt, weshalb der Umzug nach Kraatz notwendig wurde. Das Doppelgrab des Künstler-Ehepaars in Kraatz ist mit der letzten Skulptur von Köcke-Potthoff geschmückt.